# Walther Suchier
Walther Suchier (* 4. November 1878 in Halle an der Saale; † 16. Februar 1963 in Bad Sachsa) war ein deutscher Romanist.

## Leben und Werk
Suchier wurde 1899 an der Universität Halle mit der Dissertation Über das altfranzösische Gedicht von der Zerstörung Jerusalems (la Venjance Nostre Seigneur) promoviert und habilitierte sich 1906 in Marburg mit der Schrift Das provenzalische Gespräch des Kaisers Hadrian mit dem klugen Kinde Epitus (l'"Enfant sage"). Untersuchung und Texte, erschienen u. d. T. L'Enfant sage. Das Gespräch des Kaisers Hadrian mit dem klugen Kind Epitus. Die erhaltenen Versionen hrsg. und nach Quellen und Textgeschichte untersucht (Halle a. S. 1910). Er wurde in Göttingen Privatdozent (1912) und außerordentlicher Professor (1921) und lehrte dort bis 1953.
Walther Suchier war der Sohn von Hermann Suchier. Er war verheiratet mit Adelheid Suchier.

## Weitere Werke
- (Bearbeiter) Hermann Suchier (Hrsg.) Aucassin und Nicolette, 9. Auflage, Paderborn 1921 (10. Auflage 1932, 1946, 1957)
- Der Schwank von der viermal getöteten Leiche in der Literatur des Abend- und Morgenlandes: Literaturgeschichtlich-volkskundliche Untersuchung, Halle a. S. 1922
- (Hrsg. mit Lloyd William Daly) Altercatio Hadriani Augusti et Epicteti philosophi, Urbana, Ill. 1939
- (Hrsg.) Lyrik der französischen Romantik, Göttingen 1947
- (Hrsg.) Französische Lyrik der parnassischen und der symbolistischen Schule, Göttingen 1947
- (Hrsg.) Französische Lyrik des 16. Jahrhunderts, Göttingen 1948
- (Hrsg.) Französische Lyrik des 17./18. Jahrhunderts, Göttingen 1948
- (Hrsg.) Zwei altfranzösische Reimpredigten, mit Benutzung der Ausgabe Hermann Suchiers, Halle a. S. 1949
- Französische Verslehre auf historischer Grundlage, Tübingen 1952; 2. Auflage bearbeitet von Rudolf Baehr, Tübingen 1963
- (Hrsg.) Das mittellateinische Gespräch Adrian und Epictitus nebst verwandten Texten (Joca Monachorum), Tübingen 1955